# Anodonta implicata
Anodonta implicata е вид мида от семейство Unionidae. Видът е незастрашен от изчезване.

## Разпространение
Разпространен е в Канада (Квебек, Нова Скотия и Ню Брънзуик) и САЩ (Вирджиния, Върмонт, Делауеър, Джорджия, Кънектикът, Масачузетс, Мейн, Мериленд, Ню Джърси, Ню Йорк, Ню Хампшър, Пенсилвания, Род Айлънд, Северна Каролина и Южна Каролина).

## Описание
Популацията на вида е стабилна.